# Lothar Zagrosek
Lothar Zagrosek (Otting, 13 novembre 1942) è un direttore d'orchestra tedesco. Da giovane ha cantato nel coro della Cattedrale di Ratisbona, in spettacoli come il Primo ragazzo ne Il flauto magico al Festival di Salisburgo del 1954. Dal 1962 al 1967, Zagrosek ha studiato direzione d'orchestra con Hans Swarowsky, István Kertész, Bruno Maderna e Herbert von Karajan.

## Biografia
Zagrosek è stato direttore principale dell'Orchestra sinfonica della radio di Vienna dal 1982 al 1986. È stato direttore ospite principale della BBC Symphony Orchestra dal 1985 al 1988. Tra il 1990 e il 1992 ha diretto regolarmente all'Opera di Lipsia. Nel 1995 diventò direttore ospite principale della Junge Deutsche Philharmonie. Dal 1997 al 2006 è stato direttore principale del teatro dell'opera di Württemberg a Stoccarda. Dal 2006 al 2011 è stato direttore principale della Konzerthausorchester di Berlino, l'ex Berliner Sinfonie-Orchester.

## Registrazioni scelte
Tra le registrazioni commerciali di Zagrosek ci sono diverse pubblicazioni nella serie Entartete Musik della Decca, tra cui i seguenti lavori:
- Walter Braunfels: Die Vögel
- Hanns Eisler: Deutsche Sinfonie
- Berthold Goldschmidt: Der gewaltige Hahnrei
- Paul Hindemith: Der Dämon
- Hans Krása: Verlobung im Träum
- Ernst Křenek: Symphony No. 2, Jonny spielt auf[3]
- Franz Schreker: Die Gezeichneten, Der Geburtstag der Infantin
- Erwin Schulhoff: Die Mondsüchtige
- Viktor Ullmann: Der Kaiser von Atlantis

Zagrosek ha diretto e registrato il ciclo lirico di Wagner de L'anello del Nibelungo con la Staatsoper di Stoccarda sull'etichetta Naxos (NXS 8660170). Inoltre Zagrosek ha registrato musica contemporanea, tra cui opere di Michael Torke.